# Friends (Zeitschrift)
Friends war eine britische Zeitschrift, die von 1969 bis 1972 in London erschien.
Das Magazin wurde erstmals im Dezember 1969 von Alan Marcuson unter dem Namen Friends of Rolling Stone herausgegeben, in Reaktion auf die Einstellung der kurzlebigen britischen Ausgabe der Zeitschrift Rolling Stone. Später wurde der Name auf Friends verkürzt, ab Mai 1971 Frendz geschrieben.
Friends/Frendz war eng verbunden mit Untergrundzeitschriften wie Oz, International Times (IT) und Time Out. Zu den Autoren des Magazins gehörten Vertreter der Londoner Underground-Kultur und Avantgarde der 1960er Jahre wie etwa Barney Bubbles, Pennie Smith und Charles Radcliffe.
Frendz wurde im August 1972 eingestellt.